# NGC 2870
NGC 2870 је спирална галаксија у сазвежђу Велики медвед која се налази на NGC листи објеката дубоког неба.
Деклинација објекта је + 57° 22' 33" а ректасцензија 9h 27m 53,7s. Привидна величина (магнитуда) објекта NGC 2870 износи 13,0 а фотографска магнитуда 13,8. NGC 2870 је још познат и под ознакама UGC 5034, MCG 10-14-13, CGCG 289-8, KARA 335, IRAS 09241+5735, PGC 26856.